# Ikaztegieta
Ikaztegieta is een gemeente in de Spaanse provincie Gipuzkoa in de regio Baskenland met een oppervlakte van 2 km². Ikaztegieta telt 487 inwoners (1 januari 2016).